# Кейносуке Еноеда

Еноеда Кейносуке ( 9 дан)  технічний директор ESKA/WSKA та Головний технічний директор USKO. Його досвід та знання в галузі карате роблять його видатним майстром та вчителем.

## Історія
Кейносукe Еноеда (яп. 榎枝慶之輔; 4 липня 1935, префектура Фукуока, Кюсю, Японія — 29 березня 2003, Токіо, Японія) був японським майстром шотокан-карате, який обіймав посаду головного інструктора Karate Union of Great Britain (KUGB) і був знаний під прізвиськом «Тора» (яп. «Тигр») за потужний і агресивний стиль бою Wikipedia.

### Ранні роки та захоплення бойовими мистецтвами
Сенсей Еноеда народився на Кюсю, острові на півдні Японії. Будучи сильним і природженим спортсменом, він спочатку займався бейсболом, кендо та дзюдо, як і багато його сучасників — це були популярні види спорту в Японії на той час. Він виявився особливо майстерним у дзюдо, і до 16 років досяг 2-го дану. Однак, як це часто буває, доля привела його на показовий виступ двох провідних представників карате зі знаменитого Університету Такасьоку. Двоє каратестів, сенсей Іреа та Окадзакі, настільки вразили його, що тоді ж він вирішив спрямувати свою енергію на карате.
Він вступив до Університету Тайкушоку, приєднався до секції карате і протягом двох років став гордим володарем сертифікату «Сьодан». Ще через два роки він став капітаном клубу.
Одним з його вчителів був великий Майстер і засновник сучасного Шотокан-карате Фунакоші Гічін, чиї настанови та поради були для нього джерелом великого натхнення.
Він закінчив навчання зі ступенем з економіки, перш ніж приєднатися до інструкторської групи JKA, яку відвідував три роки, протягом яких його головним інструктором був сенсей Накаяма. Він також тренувався у багатьох інших провідних інструкторів того часу. Саме ця якість викладання в поєднанні з неперевершеною рішучістю зробила сенсея Еноеду одним із найкращих спортсменів та інструкторів Японії.
Після досягнення своєї мети стати чемпіоном JKA, сенсей почав отримувати запрошення тренувати в різних країнах — Індонезії, Південній Африці, на Гаваях — і зрештою приєднався до свого друга Хіроказу Канадзави, щоб тренувати в Англії.
Так сталося, що в 1965 році сенсей Еноеда опинився в місці під назвою Ліверпуль, де йому довелося провести чимало часу. У нього була квартира на вулиці Персі, в центрі Ліверпуля, неподалік від англіканського собору, а його транспортним засобом був яскраво-помаранчевий Volkswagen Beetle.
Він викладав повний робочий день у Ліверпульському додзьо «Червоний трикутник», і якість викладання та дух, який він породжував, незабаром мали принести клубу успіх у змаганнях. Якби ви були там у ті ранні дні, вам було б важко не надихатися інтенсивністю його тренерської роботи. Не менш натхненною була інтенсивність його тренувань — щоранку о 7-й годині ранку в Сефтон-Парку він зустрічався з невеликою групою учнів і тренувався з ними, показуючи власним прикладом, що навіть чемпіони Всеяпонського чемпіонату повинні зробити тренування частиною повсякденного життя. Серед цих учнів були Енді Шеррі, Террі О'Ніл, Боб Пойнтон та Білл Крісталл.
Таким чином, «шлях» Сенсея проник до інструкторів клубу KUGB та до нинішнього покоління членів юніорських та старших команд, і значною мірою пояснює високі стандарти карате в KUGB.
Коли він поїхав до Австралії на чемпіонат світу з JKA у 1989 році, він щоранку о 7 ранку тренував британську команду. Сенсей розповідав про те, як змінилося його життя з тих пір, як він покинув Японію, щоб викладати в Англії в 1966 році. Він зізнався, що хвилювався через зміни, з якими йому доведеться зіткнутися — як у культурі, так і в кліматі — чого він не відчував так сильно, коли, наприклад, викладав на Гаваях. Клімат там схожий на літні місяці Японії, і там давно сформована японська громада. 

### Удосконалення в Японській асоціації карате
Після закінчення університету Еноеда приєднався до штаб-квартири Japan Karate Association (JKA) в Токіо, де тренувався під керівництвом Ґічіна Фунакоші (засновника шотокан-карате) і Масатоші Накаямy, а також удосконалював техніку куміте під наглядом Тайджі Касе Wikipedia. У 1961 році він провів знаменитий поєдинок із Кейґо Абэ, здобувши перемогу після шести додаткових раундів Wikipedia. У 1963 році Еноеда став чемпіоном Японії в розділі куміте, перемігши Хіросі Шірай Wikipedia.

## Діяльність у Великій Британії
20 квітня 1965 року, згідно з політикою JKA щодо поширення карате за кордоном, Еноеда разом із Шіраї, Канадзавою та Касе прибув до Англії, де розпочав викладацьку роботу в Ліверпулі Wikipedia.
У 1969 році Кейносукe одружився з Реїко, і вони оселилися в Кінгстоні-на-Темзі, Суррей Wikipedia. 1971 року він очолив демонстрацію карате в телепрограмі BBC «Open Door» — перший британський телесюжет, присвячений виключно карате Wikipedia.
У період свого керівництва KUGB (до 2003 року) Еноеда співпрацював із такими асистентами: Садашіґе Катō, Широ Асано, Гідео Томіта, Масao Кавасое та Йосінобу Охта Wikipedia. 1985 року йому було присвоєно 8-й дан JKA Wikipedia.

## Публікації та спадщина
Еноеда є автором кількох підручників і посібників з карате:
- Shotokan: Advanced kata (1983, 3 томи) Wikipedia.
- Shotokan Karate (1996) Wikipedia.
- Shotokan Karate: 10th Kyu to 6th Kyu (1996) Wikipedia.
- Shotokan Karate: 5th Kyu to Black Belt (1996) Wikipedia.
- Karate: Defence & attack (1996, у співавторстві) Wikipedia.
- Shotokan Karate: Free Fighting Techniques (1999, у співавторстві) Wikipedia.

Еноеда активно просував карате в Лондоні за допомогою рекламних плакатів «Dynamic Karate» у лондонському метрополітені та проводив заняття до останнього дня свого життя USAdojo.com.

## Смерть і посмертні відзнаки
Кейносукe Еноеда помер 29 березня 2003 року в Токіо від раку шлунка findingkarate.com. Після смерті Японська асоціація карате (JKA) посмертно присвоїла йому 9-й дан 